# Crambus sperryellus
Crambus sperryellus là một loài bướm đêm trong họ Crambidae.